# San Donato Tavarnelle
Il San Donato Tavarnelle è una società calcistica italiana che rappresenta le località di San Donato in Poggio e Tavarnelle Val di Pesa, frazioni del comune di Barberino Tavarnelle, nella città metropolitana di Firenze.
Nata come associazione sportiva dilettantistica nel 2006 dalla fusione tra A.C. San Donato e A.C. Libertas Tavarnelle, ha progressivamente scalato le divisioni amatoriali fino a raggiungere il professionismo: nella stagione 2021-2022 ha infatti vinto il proprio girone di Serie D, conquistando la promozione in Serie C, salvo poi retrocedere immediatamente.
Dalla stagione 2023-2024 milita in Serie D, quarta serie del campionato italiano di calcio.

## Storia
Le radici del club risalgono al 1927, anno di fondazione dell'Associazione Calcio Libertas Tavarnelle, che ottenne di poter giocare su un campo approntato nei pressi del vecchio ospedale in zona Borghetto. "Padri fondatori" e animatori del club nei primi anni furono Argentino Conti e il segretario Gino Lucii.
L'attività fu dilettantistica ed irregolare fino a tutta la seconda guerra mondiale, a seguito della quale il club si sciolse. Rifondata negli anni 1950, la squadra si iscrisse alla Seconda Divisione, per poi inanellare un ventennio di stagioni altalenanti, nelle quali non si spinse oltre la Promozione; questo fino al campionato 1971-72, che vide la Libertas vincere il campionato e approdare in Serie D 1972-1973. Fu però un successo estemporaneo, perché la stagione si risolse in un'immediata retrocessione, così come la successiva, facendo precipitare la squadra in Prima Categoria. Tornata in Promozione nella stagione  1975-1976, passò una nuova crisi che la fece sprofondare fino alla Seconda Categoria. Fino ai primi anni 2000 si succedettero varie promozioni e retrocessioni tra Prima e Seconda Categoria.
L'altra squadra progenitrice, l'Associazione Calcio San Donato, era stata fondata nel 1962 partendo dalla Terza Categoria e già nel campionato 1965-66 era arrivata a militare in Promozione, salvo poi retrocedere immediatamente fino all'ultimo livello del calcio italiano, rimanendovi fino all'annata 1983-84: la risalita in Seconda Categoria coincise con un irrobustimento dell'organigramma che trainò il livello della squadra, la quale nel 1986-87 salì in Prima Categoria e nel 1989-90 (grazie alla vittoria in coppa regionale) in Promozione. Nel 2000-01 il San Donato salì in Eccellenza, riuscendo in seguito anche a vincere la fase regionale del 2004-2005.
Nel 2006 San Donato e Libertas Tavarnelle si accordano per la fusione, che dà origine al San Donato Tavarnelle: alla presidenza vi è Leonardo Pianigiani, coadiuvato dai soci Fabrizio Fusi, Andrea Bacci, Luciano Santucci, Marcello Brogi, Luigi Rodani, Gino Capacci, Francesco Cellesi, Marco Cellesi, Fabio Ermini e Romano La Rocca. Dopo una stagione d'esordio in Eccellenza (2006-2007) conclusa con la salvezza, nel 2007-2008 il club si propone al vertice del campionato, centrando il quarto posto nel proprio girone e la qualificazione ai play-off promozione, ove esce però sconfitta dalla Pianese. All’inizio del 2008 scompare il presidente Pianigiani, cui subentra l'imprenditore oleario Fabrizio Fusi, che in un secondo momento tiene per sé la carica di presidente onorario e cede la guida del club ad Andrea Bacci, a sua volta imprenditore ed ex pilota di rally.
Nel 2013-2014 i gialloblù vincono il campionato di Eccellenza e l'anno dopo esordiscono in Serie D, senza però riuscire a salvarsi; dopo aver bissato la promozione nella stagione 2015-2016 grazie a un ripescaggio, negli anni successivi riescono a stabilizzarsi nel massimo torneo dilettantistico e anche a proporsi ai vertici. Nel 2017 viene ingaggiato l'attaccante ex Serie A Nicola Pozzi, che rimane fino al 2019, anno del suo ritiro dal calcio giocato; nella stagione 2017-2018 i gialloblù arrivano in finale di Coppa Italia Serie D, che li vede però sconfitti ai calci di rigore per mano del Campodarsego.
Nella stagione 2020-2021 il presidente Bacci e il direttore sportivo Egidio Bicchierai decidono di avviare un progetto sportivo biennale per portare la squadra a lottare per la promozione: alla guida del San Donato Tavarnelle viene chiamato il tecnico Paolo Indiani (noto in particolare come ex allenatore della Rondinella), che subito conduce i gialloblù al miglior risultato di sempre, con un quarto posto nel girone di competenza e la qualificazione ai playoff. L'anno seguente la rosa viene rinforzata con l'ingaggio del centrocampista Daniele Buzzegoli (che qui conclude la propria carriera da giocatore); il San Donato Tavarnelle viene inserito in raggruppamento d'alto livello che include Arezzo e Poggibonsi e s'impone quale squadra di vertice, segnalandosi in particolare per la prolificità offensiva, con 85 reti segnate. Proprio la formazione senese si rivela la principale avversaria dei gialloblù: gli scontri diretti si risolvono con una vittoria a testa, dopodiché l'8 maggio 2022, alla penultima giornata, la vittoria per 1-0 sul Flaminia sancisce la matematica promozione del San Donato Tavarnelle in Serie C.
Per l'esordio nel professionismo la panchina viene affidata a Lamberto Magrini. I gialloblù però dimostrano un rendimento carente e dopo la tredicesima giornata, con la squadra ultima in classifica nel girone B a soli 8 punti (frutto di 1 vittoria e 5 pareggi), il tecnico viene esonerato e sostituito da Daniele Buzzegoli, che a inizio stagione era stato indicato come vice. Pur riuscendo a tratti a risollevare il rendimento dei gialloblù, l'ex capitano non riesce ad evitare i playout, a seguito dei quali il San Donato Tavarnelle (superato dall'Alessandria, vittorioso per 2-1 all'andata e fermato sul pareggio 1-1 al ritorno) retrocede in Serie D.

## Colori e simboli

Il logo negli anni del dilettantismo

### Colori
Il club adotta come colori sociali il giallo, il blu e il bianco, riunendo così le tinte che identificavano i due club previgenti, ossia il gialloblù del San Donato e il biancoblù della Libertas Tavarnelle. All'atto pratico lo schema prevalente sulle divise è rimasto il gialloblù, con la prima tinta dominante sulle maglie interne e la seconda sulle maglie esterne; in alcuni casi sono state adottate anche divise palate.

### Simboli ufficiali
Lo stemma del San Donato Tavarnelle è uno scudetto inquartato di bianco e giallo: i quarti superiori accolgono la ragione sociale a lettere stampatelle blu, quelli inferiori a sinistra una palatura blu su campo bianco, a destra un felino di dubbia identificazione, colorato di blu in campo giallo e in postura rampante. La sua origine (come la non chiara natura) è da ricercarsi nell'araldica civica locale: nel XVIII secolo gli stemmari, parlando del simbolo comunale di Barberino, lo indicavano come una tigre, probabilmente poiché il nome del comune assonava con Barberia, termine che al tempo, per estensione, veniva usato per indicare tutta l'Africa, continente di cui la tigre era considerato un animale rappresentativo. Quando nel 1892 Tavarnelle Val di Pesa chiese e ottenne la scissione comunale, scelse comunque di mantenere uno stemma simile, sempre indicando la presenza della tigre nella blasonatura.
Nel 2021 il ricostituito comune unico di Barberino Tavarnelle (che ha posto fine a oltre un secolo di divisione amministrativa) ha promosso studi e ricerche finalizzate al ripristino delle forme araldiche originarie della zona, le quali hanno appurato che l'animale presente storicamente nello stemma comunale è invece un leone.

## Strutture

### Stadio
L'A.C. San Donato e la Libertas Tavarnelle giocavano nelle proprie località d'appartenenza, ossia rispettivamente al campo sportivo di via della Pineta, presso il cimitero di San Donato in Poggio, e allo stadio comunale di Tavarnelle, tra il centro storico e località Chiostrini.
A seguito della fusione, il campo interno è progressivamente divenuto quello di Tavarnelle, dal 2008 intitolato alla memoria di Leonardo Pianigiani, primo presidente del San Donato Tavarnelle. Si tratta di un impianto polisportivo, con pista d'atletica leggera e una singola tribuna capace di 400 posti. Nelle pertinenze sorgono anche un altro campo sterrato e uno sintetico, entrambi di dimensioni ridotte.
Nelle prime due stagioni in Serie D, non essendo il suddetto impianto ancora omologato per la categoria, la squadra ha transitoriamente adottato come terreno casalingo lo stadio Gino Manni della vicina Colle di Val d'Elsa, in provincia di Siena.
La limitatezza strutturale del Pianigiani si è riproposta al momento dell'esordio in Serie C, in occasione del quale il terreno casalingo è stato spostato transitoriamente allo stadio Gastone Brilli Peri di Montevarchi. Il campo di Tavarnelle è stato frattanto omologato ai canoni professionistici e portato a 1500 posti a sedere con l'aggiunta di una seconda tribuna.

## Società

### Organigramma societario
Organigramma in carica al 1 giugno 2022
- Fabrizio Fusi - patròn e presidente onorario
- Andrea Bacci - presidente
- Marco Cellesi - vice presidente
- Silvano Bellosi - direttore generale[14]
- Egidio Bicchierai - direttore sportivo
- Fausto Gonnelli - responsabile giovanili
- Paolo Tascioni - scuola calcio

### Sponsor
Di seguito la cronologia dei fornitori tecnici e degli sponsor ufficiali del San Donato Tavarnelle.
| Cronologia degli sponsor tecnici - 2006-? ... - ?-2022 Macron - 2022- Ready |

### Settore giovanile
Fin dai primissimi anni dopo la costituzione, il settore giovanile del San Donato Tavarnelle si è affermato in ambito regionale e nazionale: nel 2006-2007 la squadra Esordienti B vince il proprio campionato locale, risultato bissato l'anno dopo con l'aggiunta degli Esordienti A, mentre nel 2008-2009 sono i Giovanissimi B 1995 a centrare analogo risultato. Nel 2011-2012 gli Allievi A provinciali vincono il proprio girone e l'annata seguente a primeggiare sono i Giovanissimi A.

## Allenatori e presidenti
Di seguito la cronologia di allenatori e presidenti del San Donato Tavarnelle
| Allenatori - 2006-2010 ... - 2010-2011 Gianluigi Sarti - 2011-2012 Massimo Masi - 2012-2016 Marco Ghizzani - 2016-2017 Massimo Fusci - 2017-2018 Simone Marmorini - 2018 Roberto Malotti - 2018 Massimo Fusci - 2018-2019 Simone Gori - 2019 Simone Venturi - 2019-2020 Athos Rigucci - 2020-2022 Paolo Indiani - 2022 Lamberto Magrini - 2022- Daniele Buzzegoli | Presidenti - 2006-2008 Leonardo Pianigiani - 2008-2012 Fabrizio Fusi - 2012-2015 Gabriele Corti - 2015- Andrea Bacci |

## Calciatori

### Capitani
- ... (2006-2019)
- Matteo Caciagli (2019-2022)
- Duccio Brenna[16] (2022-)

## Palmarès

### Competizioni interregionali
- Serie D: 1

2021-2022 (girone E)

### Competizioni regionali
- Eccellenza Toscana: 1

2013-2014 (girone B)
- Coppa Italia Dilettanti Toscana: 1

2012-2013

## Statistiche e record

### Partecipazione ai campionati
Campionati su base nazionale e interregionale
| Livello | Categoria | Partecipazioni | Debutto   | Ultima stagione | Totale |
| ------- | --------- | -------------- | --------- | --------------- | ------ |
| 3º      | Serie C   | 1              | 2022-2023 | 2022-2023       | 1      |
| 4º      | Serie D   | 10             | 2014-2015 | 2025-2026       | 10     |

### Partecipazione alle coppe
| Competizione            | Partecipazioni | Debutto   | Ultima stagione | Totale |
| ----------------------- | -------------- | --------- | --------------- | ------ |
| Coppa Italia Serie C    | 1              | 2022-2023 | 2022-2023       | 1      |
| Coppa Italia Serie D    | 10             | 2014-2015 | 2025-2026       | 10     |
| Coppa Italia Dilettanti | 1              | 2012-2013 | 2012-2013       | 1      |

## Tifoseria
Il seguito di tifo del San Donato Tavarnelle è localizzato nel comune di appartenenza, non è segnalata l'esistenza di movimenti organizzati. È peraltro da segnalare che tra le comunità di San Donato e Tavarnelle sono esistite nel tempo inimicizie campanilistiche.
La stampa attribuisce la qualifica di derby alle partite contro altre squadre toscane quali Ponsacco, Scandicci e Poggibonsi.